# Jerzy Młokosiewicz

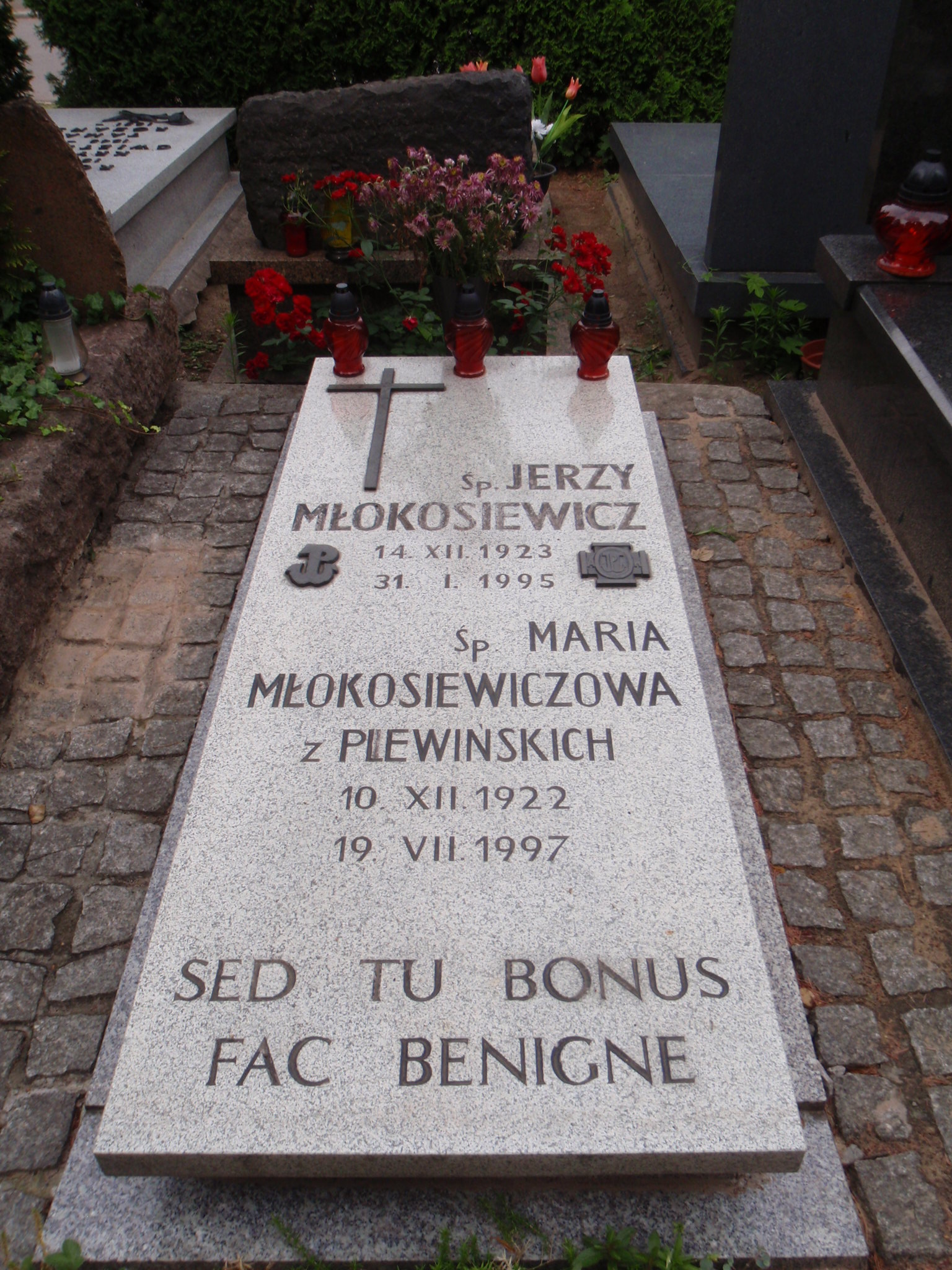
Grób Jerzego Młokosiewicza na cmentarzu Wojskowym na Powązkach

Jerzy Kazimierz Młokosiewicz, ps. „Wolski” (ur. 14 grudnia 1923 w Strzałkowie, zm. 31 stycznia 1995 w Warszawie) – polski urzędnik państwowy, wieloletni pracownik Narodowego Banku Polskiego, wiceminister finansów (1977–1981), uczestnik powstania warszawskiego.

## Życiorys
Urodził się w rodzinie Kazimierza (1893–1945) i Zofii z domu Skirmunt h. Dąb (1900–1969).
W czasie powstania warszawskiego walczył w batalionie „Bałtyk” Zgrupowania Pułku „Baszta” (ranny, stracił lewą rękę). Po upadku powstania w niewoli niemieckiej w Stalagu w Skierniewicach.
Po II wojnie światowej powrócił do Wielkopolski, gdzie od 1945 działał w Związku Młodzieży Demokratycznej, z którym w 1948 przystąpił do Związku Młodzieży Polskiej. Został absolwentem Wydziału Prawa Uniwersytetu Poznańskiego. Od 30 września 1947 działał w Stronnictwie Demokratycznym. Pracował w Narodowym Banku Polskim, będąc m.in. dyrektorem oddziału w Słupcy. Od 1954 do 1963 przewodniczył Zarządowi Powiatowemu Ligi Obrony Kraju w Słupcy. Działał społecznie na terenie miasta, zainicjował m.in. budowę przystani nad jeziorem miejskim. W latach 1969–1970 zasiadał w prezydium Wojewódzkiej Rady Narodowej w Poznaniu. Od 1974 do 1981 sprawował stanowisko wiceprezesa Centralnego Związku Rzemiosła. W 1977 uzyskał nominację na funkcję wiceministra (podsekretarza stanu) w resorcie finansów z ramienia Stronnictwa Demokratycznego, którą pełnił do 1981. W Stronnictwie sprawował m.in. funkcję przewodniczącego Stołecznego Komitetu (1981–1985) i następnie członka Centralnej Komisji Rewizyjnej partii, działał również w Zespole Seniorów przy SK SD. Należał do działaczy ZBoWiD. W lipcu 1984 był członkiem Społecznego Komitetu Obchodów 40-lecia Polski Ludowej w Warszawie.
W wolnej Polsce był m.in. prezesem Stowarzyszenia Kombatantów Pułku „Baszta”, Środowiska Żołnierzy Pułku AK Baszta i innych Mokotowskich Oddziałów Powstańczych, a także prezesem zarządu Fundacji „Wystawa Warszawa Walczy 1939–1945”. Poświęcił się upamiętnianiu powstańców walczących na Mokotowie, z jego inicjatywy wzniesiono dwa monumenty – w Parku Dreszera i przy ul. Dworkowej – nawiązujące do walk powstańczych.
Żonaty z Marią z Plewińskich (1922–1997), miał dwóch synów: Grzegorza (ur. 1951) i Krzysztofa (ur. 1951). 
Zmarł w Warszawie, pochowany na cmentarzu Wojskowym na Powązkach (kwatera A 3 Tuje-2-41).

## Ordery i odznaczenia
- Krzyż Komandorski Orderu Odrodzenia Polski
- Krzyż Oficerski Orderu Odrodzenia Polski
- Krzyż Kawalerski Orderu Odrodzenia Polski
- Krzyż Walecznych
- Warszawski Krzyż Powstańczy[13]
- Krzyż Armii Krajowej[14]
- Odznaka „Zasłużonemu Działaczowi Stronnictwa Demokratycznego”[15]